# Mistrzostwa Portugalii w kolarstwie szosowym – wyścig ze startu wspólnego

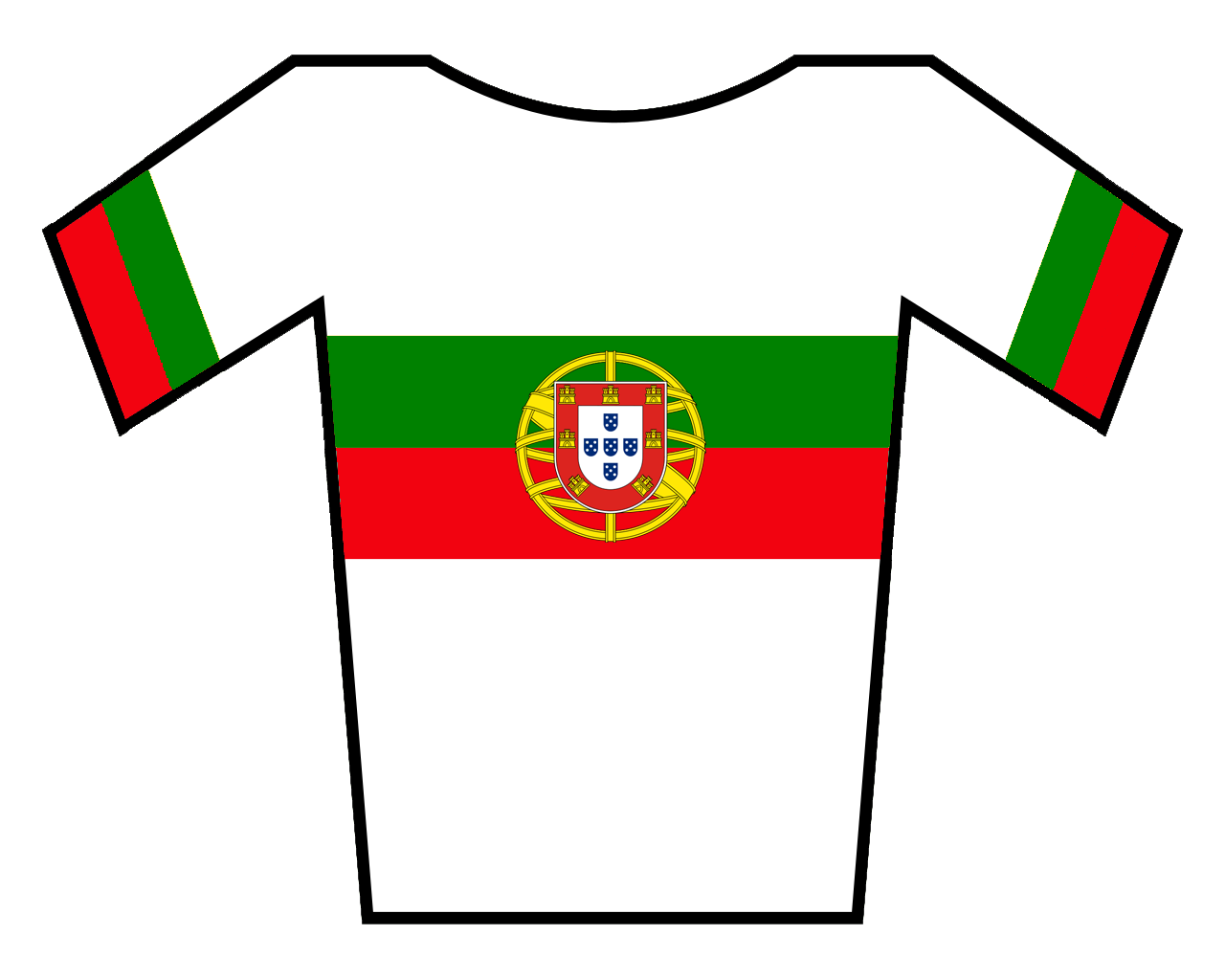

Mistrzostwa Portugalii w kolarstwie szosowym w konkurencji wyścigu ze startu wspólnego rozgrywane są wśród mężczyzn od 1923 roku, a wśród kobiet od 1992 roku.

## Medaliści

### Mężczyźni
| Rok  | Złoto                       | Srebro                       | Brąz                    |
| 1923 | Manuel Rijo da Sila         | Carlos Branco                | F. Cairel               |
| 1924 | Anibal da Silva             |                              |                         |
| 1925 | Anibal Carreto              |                              |                         |
| 1926 | Anibal Carreto              |                              |                         |
| 1927 | António Malha               | Antonio Augusto de Carvalho  | João Sousa              |
| 1928 | Antonio Augusto de Carvalho |                              |                         |
| 1930 | Manuel Fernandes da Silva   |                              |                         |
| 1931 | José Maria Nicolau          |                              |                         |
| 1932 | José Maria Nicolau          | Alfredo Trindade             | Ribeiro Rego            |
| 1933 | José Maria Nicolau          | Alfonso Rodrigues            | João Miranda            |
| 1934 | Alfredo Trindade            | Joaquim Sousa                | Manuel Sousa            |
| 1935 | José Poucapena Márquez      | Cabrita Mealha               | Alfredo Trindade        |
| 1936 | Alfredo Trindade            | Ildefonso Rodrigues          |                         |
| 1937 | José Poucapena Márquez      | Ildefonso Rodrigues          | Francisco Alvito        |
| 1938 | Joaquim Manique             | Francisco Alvito             | Lasdislau Parreira      |
| 1941 | Francisco Inácio            | José Albuquerque             | Eduardo Lopes           |
| 1942 | João Lourenço               | Alberto Raposo               | João Rebelo             |
| 1943 | João Rebelo                 | Alberto Raposo               | Aristides Martins       |
| 1944 | José Martins                | João Lourenço                | Império dos Santos      |
| 1945 | João Rebelo                 | Fernando Moreira             | Júlio Mourão            |
| 1946 | Fernando Moreira            | Eduardo Lopes                | João Rebelo             |
| 1947 | João Rebelo                 | Império dos Santos           | Manuel Rocha            |
| 1948 | João Rebelo                 | Fernando Moreira             | Júlio Mourão            |
| 1949 | José Martins                | João Rebelo                  | Fernando Moreira        |
| 1950 | Luciano Sá                  | Fernando Sá                  | Fernando Moreira        |
| 1951 | Luciano Sá                  |                              |                         |
| 1952 | António Maria               | Império dos Santos           | Miguel Rodrigues        |
| 1953 | Onofre Marta                | Américo Raposo               | Luciano Sá              |
| 1954 | Alves Barbosa               | José Manuel Ribeiro da Silva | Pedro Polainas          |
| 1955 | Pedro Polainas              | Emídio Pinto                 | José Firmino            |
| 1956 | Alves Barbosa               | Joaquim Sousa Santos         | Pedro Polainas          |
| 1957 | João Marcelino              | Luciano Moreira de Sá        | Pedro Polainas          |
| 1958 | Antonino Baptista           | José Carlos Sousa Cardoso    | José Calquinhas         |
| 1959 | Antonino Baptista           | José Da Costa                | Emidio Pinto            |
| 1960 | Azevedo Maia                | Joaquim Sousa Santos         | José Anastácio Silva    |
| 1961 | Ilidio Do Rosario           | Alves Barbosa                | Antonio Ferreira        |
| 1962 | José Pacheco                | Francisco Valada             | Azevedo Maia            |
| 1963 | Laurentino Mendes           | João Roque                   | Indalecio de Jesús      |
| 1964 | Laurentino Mendes           | Alberto Carvalho             | Joaquim Leao            |
| 1965 | Paulino Domingues           | Manuel Correia               | Antonio Acursio         |
| 1966 | José Azevedo                | Leonel Miranda               | Mario Silva             |
| 1967 | Antonio Acursio             | Leonel Miranda               | Fernando Mendes         |
| 1968 | Joaquim Agostinho           | Joaquim Andrade              | Leonel Miranda          |
| 1969 | Joaquim Agostinho           | Fernando Mendes              | Joaquim Leao            |
| 1970 | Joaquim Agostinho           | Fernando Mendes              | Antonio Graca           |
| 1971 | Joaquim Agostinho           | Fernando Mendes              | Firmino Bernardino      |
| 1972 | Joaquim Agostinho           | Joaquim Andrade              | Fernando Mendes         |
| 1973 | Joaquim Agostinho           | Herculano de Oliveira        | José Pacheco            |
| 1974 | Fernando Mendes             | Manuel Costa                 | Joaquim Andrade         |
| 1975 | Fernando Mendes             | Firmino Bernardino           | José Martins            |
| 1976 | Marco Chagas                |                              |                         |
| 1977 | José Maia                   |                              |                         |
| 1978 | Fernando Mendes             |                              |                         |
| 1982 | Marco Chagas                |                              |                         |
| 1985 | Marco Chagas                | Adelino Teixeira             | Carlos Ferreira         |
| 1986 | Acacio Da Silva             | Fernando Carvalho Oliveira   | Manuel Cunha Tavares    |
| 1987 | Serafim Vieira              | Carlos Marta Silva           | Manuel Cunha Tavares    |
| 1988 | Serafim Vieira              | Carlos Pereira               | Antonio Alves Pereira   |
| 1989 | Delmino Pereira             | Antonio Silva Monteiro       | Antonio Apolo           |
| 1990 | Joaquim Salgado             | Jose Xavier Guimares         | Vitor Teresinho Dias    |
| 1991 | Luís Santos                 | Jorge Silva                  | Joaquim Gomes           |
| 1992 | Fernando Mota               | Jorge Silva                  | Manuel Abreu Campos     |
| 1993 | Raul Matias                 | Pedro Silva Rodrigues        | Albino Pereira          |
| 1994 | Orlando Rodrigues           | Joaquim Sampaio              | Manuel Pedro Liberato   |
| 1995 | Manuel Abreu                | Paolo Ferreira               | Serafim Vieira          |
| 1996 | Carlos Neves                | Quintino Rodrigues Silva     | Orlando Rodrigues       |
| 1997 | Delmino Pereira             | Pedro Silva Rodrigues        | Paolo Ferreira          |
| 1998 | Carlos Alberto Carneiro     | José Alves Sousa             | Pedro Goncalves         |
| 1999 | Carlos Alberto Carneiro     | Orlando Rodrigues            | Pedro Miguel Miranda    |
| 2000 | Marcos Morais               | Paulo De Moura               | Rui Sousa               |
| 2001 | Nuno Marta                  | Delmino Magelhaes            | Pedro Lopes Goncalves   |
| 2002 | Rui Lavarinhas              | Rui Sousa                    | Renato Silva            |
| 2003 | Pedro Miranda Soeiro        | Nuno Ribeiro                 | Paolo De Moura Ferreira |
| 2004 | Bruno Castanheira           | Nuno Ribeiro                 | Nuno Marta              |
| 2005 | Joaquim Adrego Andrade      | César Quiterio               | Claudio Faria           |
| 2006 | Bruno Pires                 | Ricardo Mestre               | Rui Sousa               |
| 2007 | Cândido Barbosa             | Gilberto Joao Sampaio        | Pedro Cardoso           |
| 2008 | João Cabreira               | Tiago Machado                | Cândido Barbosa         |
| 2009 | Manuel Cardoso              | Rui Costa                    | Heldér Oliveira         |
| 2010 | Rui Sousa                   | Celio Sousa Alves            | André Cardoso           |
| 2011 | João Cabreira               | Mário Costa                  | Filipe Cardoso          |
| 2012 | Manuel Cardoso              | António Carvalho             | Edgar Pinto             |
| 2013 | Joni Brandão                | Tiago Machado                | Heldér Oliveira         |
| 2014 | Nélson Oliveira             | Sérgio Sousa                 | Tiago Machado           |
| 2015 | Rui Costa                   | Joni Brandão                 | Tiago Machado           |
| 2016 | José Mendes                 | Nélson Oliveira              | Ricardo Vilela          |
| 2017 | Ruben Guerreiro             | Rui Vinhas                   | Ricardo Vilela          |
| 2018 | Domingos Gonçalves          | Joni Brandão                 | Henrique Casimiro       |
| 2019 | José Mendes                 | Ricardo Mestre               | António Carvalho        |
| 2020 | Rui Costa                   | Daniel Mestre                | Francisco Campos        |
| 2021 | José Fernandes              | Rui Oliveira                 | Gaspar Gonçalves        |

### Kobiety
| Rok  | Złoto              | Srebro               | Brąz                   |
| 1992 | Ana Barros         | Julia Alves          | Ana Cancelo            |
| 1994 | Ana Barros         | Maria Alves Da Silva | Ana Cancelo            |
| 1995 | Ana Barros         | Maria Alves Da Silva | Ana Cancelo            |
| 1996 | Ana Barros         | Patricia Fernandes   | Ana Cancelo            |
| 2002 | Irina Coelho       | Claudia Vitorino     | Ana Rita Vigario       |
| 2003 | Irina Coelho       | Ana Rita Vigario     | Sonia Campos           |
| 2004 | Isabel Caetano     | Sandra Araujo        | Cristina Azevedo       |
| 2005 | Isabel Caetano     | Ana Rita Vigario     | Cristina Azevedo       |
| 2006 | Isabel Caetano     | Ana Rita Vigario     | Cristina Azevedo       |
| 2007 | Irina Coelho       | Isabel Caetano       | Ana Rita Vigario       |
| 2008 | Ester Alves        | Angela Fernandes     | Irina Coelho           |
| 2009 | Ester Alves        | Celina Carpinteiro   | Rute Costa             |
| 2010 | Vanessa Fernandes  | Ester Alves          | Celina Carpinteiro     |
| 2011 | Celina Carpinteiro | Ester Alves          | Monica Santos          |
| 2012 | Irina Coelho       | Celina Carpinteiro   | Monica Santos          |
| 2013 | Celina Carpinteiro | Daniela Reis         | Ester Alves            |
| 2014 | Celina Carpinteiro | Daniela Reis         | Ana Isabel Dias Azenha |
| 2015 | Daniela Reis       | Celina Carpinteiro   | Irina Coelho           |
| 2016 | Daniela Reis       | Celina Carpinteiro   | Irina Coelho           |
| 2017 | Celina Carpinteiro | Irina Coelho         | Madalena Almeida       |
| 2018 | Daniela Reis       | Maria Martins        | Soraia Silva           |
| 2019 | Daniela Reis       | Liliana Jesus        | Melissa Maia           |
| 2020 | Melissa Maia       | Marta Branco         | Julia Ru               |
| 2021 | Maria Martins      | Daniela Campos       | Daniela Pereira        |